# Estación de Lacoma
Lacoma es una estación de la línea 7 del Metro de Madrid situada bajo la calle Riscos de Polanco, en el barrio de Peñagrande (distrito Fuencarral-El Pardo), si bien también presta servicio al barrio de Mirasierra en el mismo distrito.

## Historia
La estación abrió al público el 29 de marzo de 1999.Está dedicada a Margarita González Lacoma, que fue una empresaria española, dedicada al mundo de la moda y fue promotora de la Colonia de viviendas Lacoma de Madrid.
A partir de las 22:30 funcionaba como cabecera de la línea, ya que la estación de Pitis tenía un horario restringido. En mayo de 2018, dicho horario se eliminó y la cabecera de línea sigue siendo Pitis hasta la finalización del servicio a la 1:30 de la madrugada.

## Accesos
Vestíbulo Lacoma
- Ramón Gómez de la Serna C/ Ramón Gómez de la Serna, 37
- Riscos de Polanco C/ Riscos de Polanco, 5 (próximo a C/ Valle de Pinares Llanos)
- Ascensor C/ Riscos de Polanco, 3

## Líneas y conexiones

### Metro
| << cabecera                                                  | < estación                | línea | estación >   | cabecera >> |
| ------------------------------------------------------------ | ------------------------- | ----- | ------------ | ----------- |
| Hospital del Henares Cambio de tren en Estadio Metropolitano | Avenida de la Ilustración |       | Arroyofresno | Pitis       |

### Autobuses
| Diurnos |                                     |                                                               |
| Línea | Destino                             | Parada                                                        |
| 49 | Pitis                               | 1554 METRO LACOMA (C/ Riscos de Polanco, 14)                  |
| 49 | Plaza de Castilla                   | 1555 METRO LACOMA (C/ Riscos de Polanco frente al Nº14)       |
| Nocturnos |                                     |                                                               |
| Línea | Destino                             | Parada                                                        |
| N21 | Arroyo del Fresno Plaza de Cibeles# | 5207 METRO LACOMA (C/ Valle de Pinares Llanos frente al Nº34) |
| # La línea N21 realiza un circuito neutralizado por la zona de Arroyo del Fresno, con lo cual, aunque técnicamente la línea en la parada 5207 indica destino Arroyo del Fresno, los viajeros con destino Plaza de Cibeles pueden subir al autobús en esta parada sin tener que volver validar el título de transporte en la cabecera de Arroyo del Fresno. |                                     |                                                               |